# Diplazium lanceolatum
Diplazium lanceolatum är en majbräkenväxtart som beskrevs av Alexander Rojas.
Diplazium lanceolatum ingår i släktet Diplazium och familjen Athyriaceae. Inga underarter finns listade.